# Rainer Henkel
Rainer Henkel (Opladen, 27 febbraio 1964) è un ex nuotatore tedesco.
Specializzato nello stile libero ha vinto la medaglia di bronzo nella staffetta 4x200 m sl alle Olimpiadi di Seoul 1988.

## Palmarès
- Olimpiadi
  - Seoul 1988: bronzo nella staffetta 4x200 m sl.
- Mondiali
  - 1982 - Guayaquil: bronzo nella staffetta 4x200 m sl.
  - 1986 - Madrid: oro nei 400 m e 1500 m sl, argento nella staffetta 4x200 m sl.
- Europei
  - 1985 - Sofia: argento nei 1500 m sl e bronzo nei 400 m sl.
  - 1987 - Strasburgo: oro nei 1500 m sl e nella staffetta 4x200 m sl, argento nei 400 m sl.